# Attaque Team Gusto/Saison 2015
Dieser Artikel listet Erfolge und Fahrer des Radsportteams Attaque Team Gusto in der Saison 2015 auf.

## Erfolge in der UCI Asia Tour
| Datum      | Rennen                         | Kat. | Fahrer         |
| ---------- | ------------------------------ | ---- | -------------- |
| 1. Februar | 1. Etappe Le Tour de Filipinas | 2.2  | Eric Sheppard  |
| 4. April   | 4. Etappe Tour of Thailand     | 2.2  | Ying Hon Yeung |
| 31. Mai    | 3. Etappe Tour de Kumano       | 2.2  | Thomas Rabou   |
| 9. Oktober | 7. Etappe Tour de Singkarak    | 2.2  | Thomas Rabou   |

## Abgänge – Zugänge
| Zugänge        | Team 2014                               | Abgänge       | Team 2015     |
| -------------- | --------------------------------------- | ------------- | ------------- |
| Thomas Rabou   | OCBC Singapore Continental Cycling Team | Chun Kai Feng | Lampre-Merida |
| Eric Sheppard  | OCBC Singapore Continental Cycling Team |               |               |
| Ying Hon Yeung | OCBC Singapore Continental Cycling Team |               |               |

## Mannschaft
| Name             | Geburtstag         | Nationalität      |
| ---------------- | ------------------ | ----------------- |
| Chien Liang Chen | 7. November 1993   | Chinesisch Taipeh |
| Jin Cheng Hoh    | 19. August 1993    | Malaysia          |
| Shih Hsin Hsiao  | 3. April 1990      | Chinesisch Taipeh |
| Cheng Ying Hsieh | 31. Januar 1993    | Chinesisch Taipeh |
| Chin Lung Huang  | 17. Dezember 1988  | Chinesisch Taipeh |
| Wei Cheng Lee    | 3. Juli 1985       | Chinesisch Taipeh |
| Chin Feng Liu    | 21. September 1980 | Chinesisch Taipeh |
| Shu Ming Liu     | 22. Oktober 1986   | Chinesisch Taipeh |
| Shao Hsuan Lu    | 26. März 1994      | Chinesisch Taipeh |
| Chun Liang Pan   | 17. September 1991 | Chinesisch Taipeh |
| Thomas Rabou     | 12. Dezember 1983  | Niederlande       |
| Eric Sheppard    | 16. Oktober 1991   | Australien        |
| Wu Hsin Yang     | 11. Mai 1993       | Chinesisch Taipeh |
| Ying Hon Yeung   | 30. Juli 1988      | Hongkong          |